# Lijst van moskeeën in Portugal
Deze lijst omvat moskeeën in Portugal.
| Naam                                      | Afbeelding | Stad     | Inhuldiging | Stijl  | Opmerkingen                                           |
| ----------------------------------------- | ---------- | -------- | ----------- | ------ | ----------------------------------------------------- |
| Associação Lady Fatemah Cultureel Centrum |            | Almada   | 2019        | Iraans | Het is een moskee van sjiieten.                       |
| Centrale Moskee van Lissabon              |            | Lissabon | 1985        |        | Het is de grootse moskee van Portugal.                |
| Hazrat Hamza-moskee                       |            | Porto    |             |        |                                                       |
| Hazrat Khadija Jame-moskee                |            | Lissabon | 2022        |        | Het is een moskee van de Bengaalse moslimgemeenschap. |
| Islamitisch Cultureel Centrum van Porto   |            | Porto    | 1999        |        | De moskee wordt ook wel Hazrat Bilal-moskee genoemd.  |